# Parce que (chanson)
Pour les articles homonymes, voir Parce que.
Parce que est une chanson française interprétée par Charles Aznavour en 1954.
La chanson est reprise Serge Gainsbourg en 1985.
Elle est interprétée par la chanteuse Camélia Jordana sur l'album hommage Aznavour, sa jeunesse.
La chanson apparaît dans la série The Romanoffs et le film Gainsbourg (vie héroïque).